# Johan van der Mey

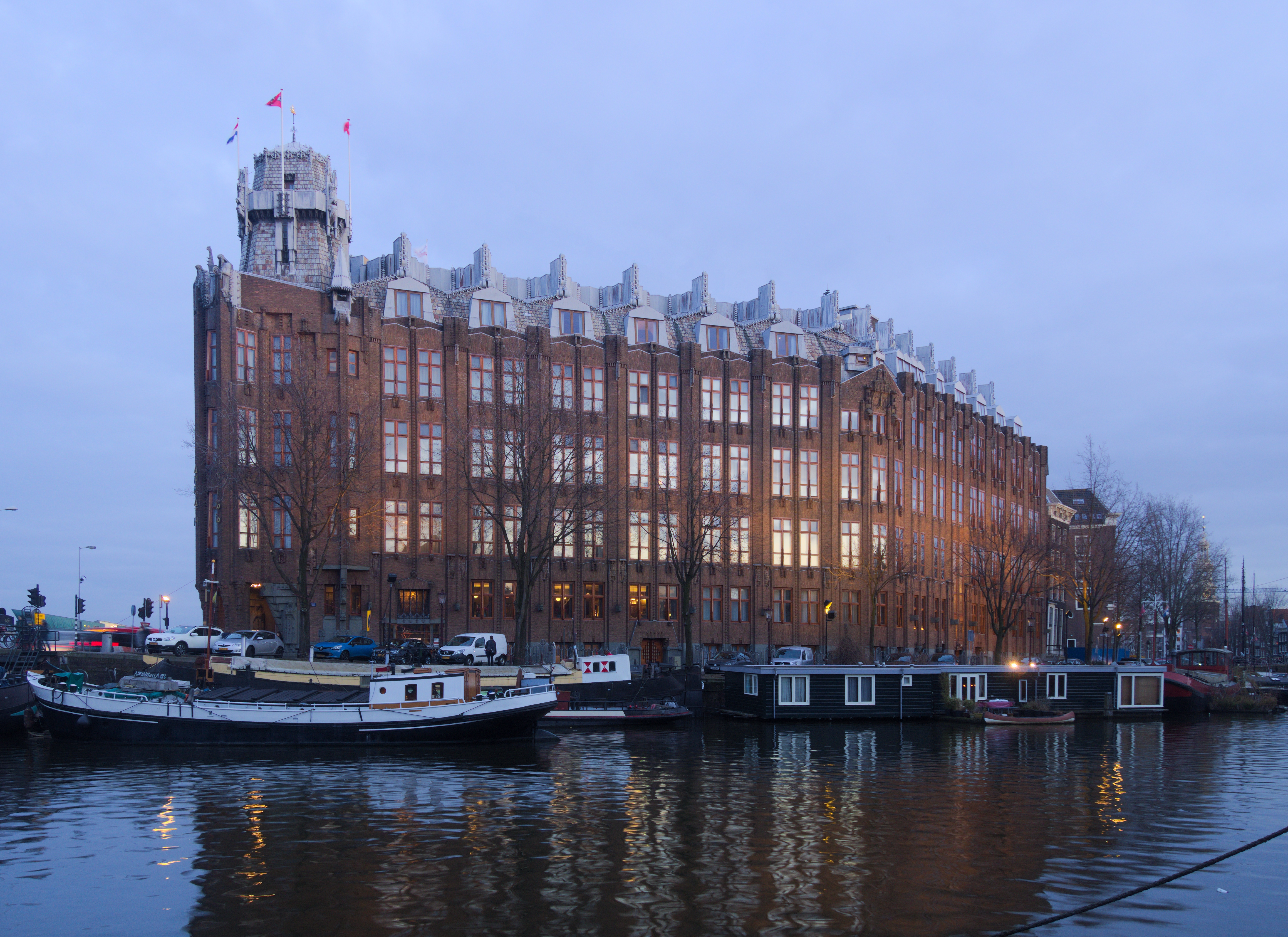
Scheepvaarthuis, Ámsterdam.

Johan (o Jan) Melchior van der Mey (19 de agosto de 1878 Delfshaven – 6 de junio de 1949, Geulle) fue un arquitecto holandés, cuya obra más conocida fue el Scheepvaarthuis (Casa Naval) de Ámsterdam (Prins Hendrikkade, 1012; GIS coordenadas +52.374550 +4.903982).
Van der Mey estudió con Eduard Cuypers desde 1898, ganó la versión holandesa del Prix de Rome en 1906, y comenzó a trabajar para el ayuntamiento de Ámsterdam como consejero estético. En 1905 Ámsterdam había sido la primera ciudad del mundo en imponer un código de edificación; con lo que el trabajo de van der Mey pasó a ser el de artista de la construcción urbana. Dentro de su actividad, entre otras obras, diseñó la fachada del Palm House del Hortus Botanicus (1912). 
Ese mismo año consiguió el encargo del Scheepvaarthuis, un gran edificio cooperativo para seis compañías navieras neerlandesas. Van der Mey buscó la ayuda de sus antiguos colegas Michel de Klerk y Piet Kramer. Otro arquitecto (A.D.N. van Gendt) fue encargado de diseñar la ingeniería para la estructura.
La parte del trabajo de la que se responsabilizó Van der Mey fue coordinar el extenso programa simbólico y escultórico, tanto exterior como interior. La mayor parte fue obra de los escultores Hildo Krop y H.A. van den Eijnde, aunque participaron un gran número de artistas muy conocidos. 
El Scheepvaarthuis es la obra maestra de la Escuela de Ámsterdam de arquitectura. Michel de Klerk pasó a ser su más importante representante. Van der Mey también diseñó puentes y complejos residenciales en el sur de y en los alrededores de Mercatorplein.